# Porta San Marco (Siena)
Die Porta San Marco ist ein Stadttor in Siena und Teil der Stadtmauern von Siena. Durch seine Funktion als Zugangstor zur Maremma wurde es auch Porta delle Maremme genannt. Das Tor führte über die Straße Strada Regia Grossetana zum Kloster Sant’Eugenio in Costafabbri (heute Ortsteil von Siena), dann über Massa Marittima (Via Massetana) nach Grosseto, dem Hauptort der Maremma.

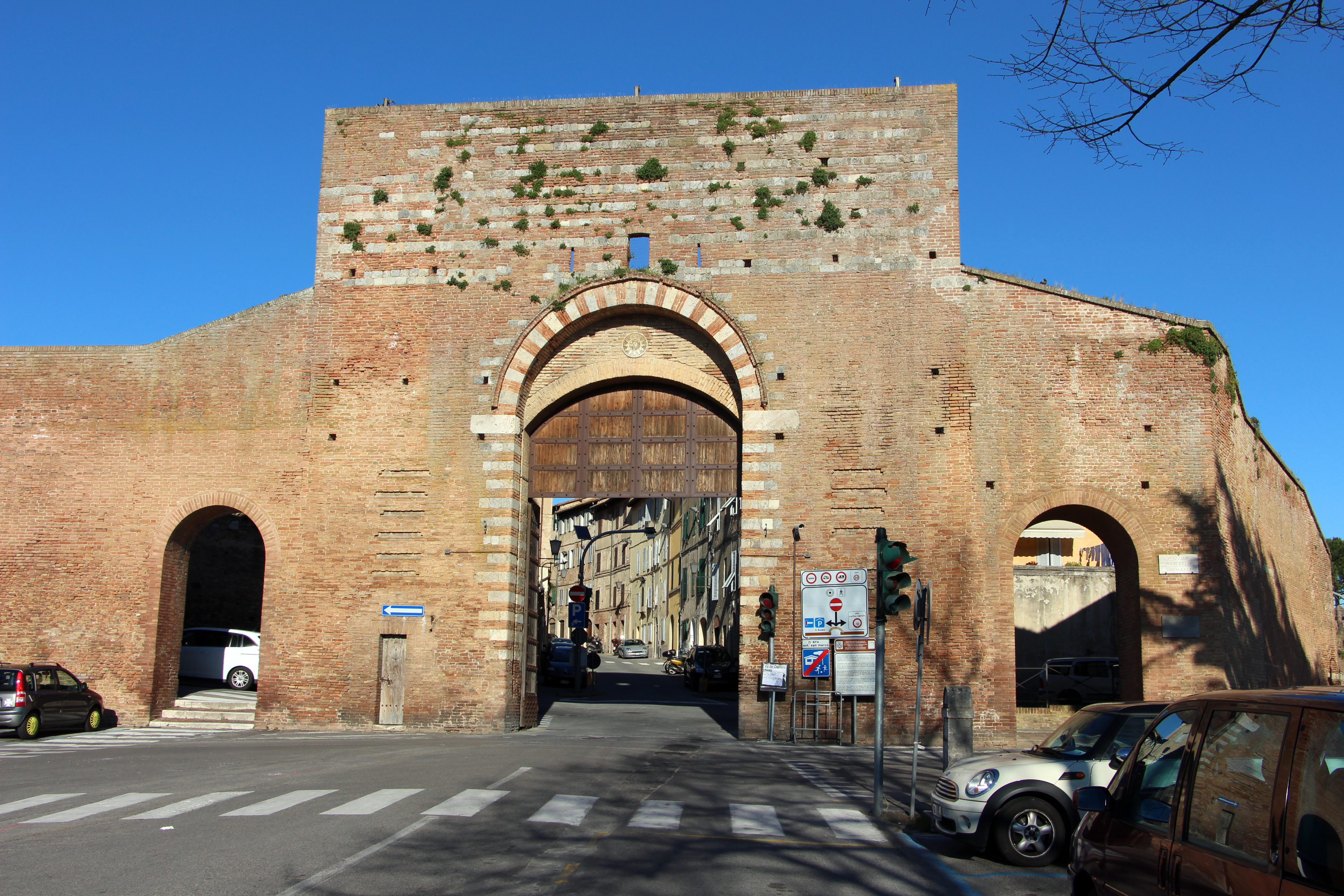
Außenfassade der Porta San Marco in Siena

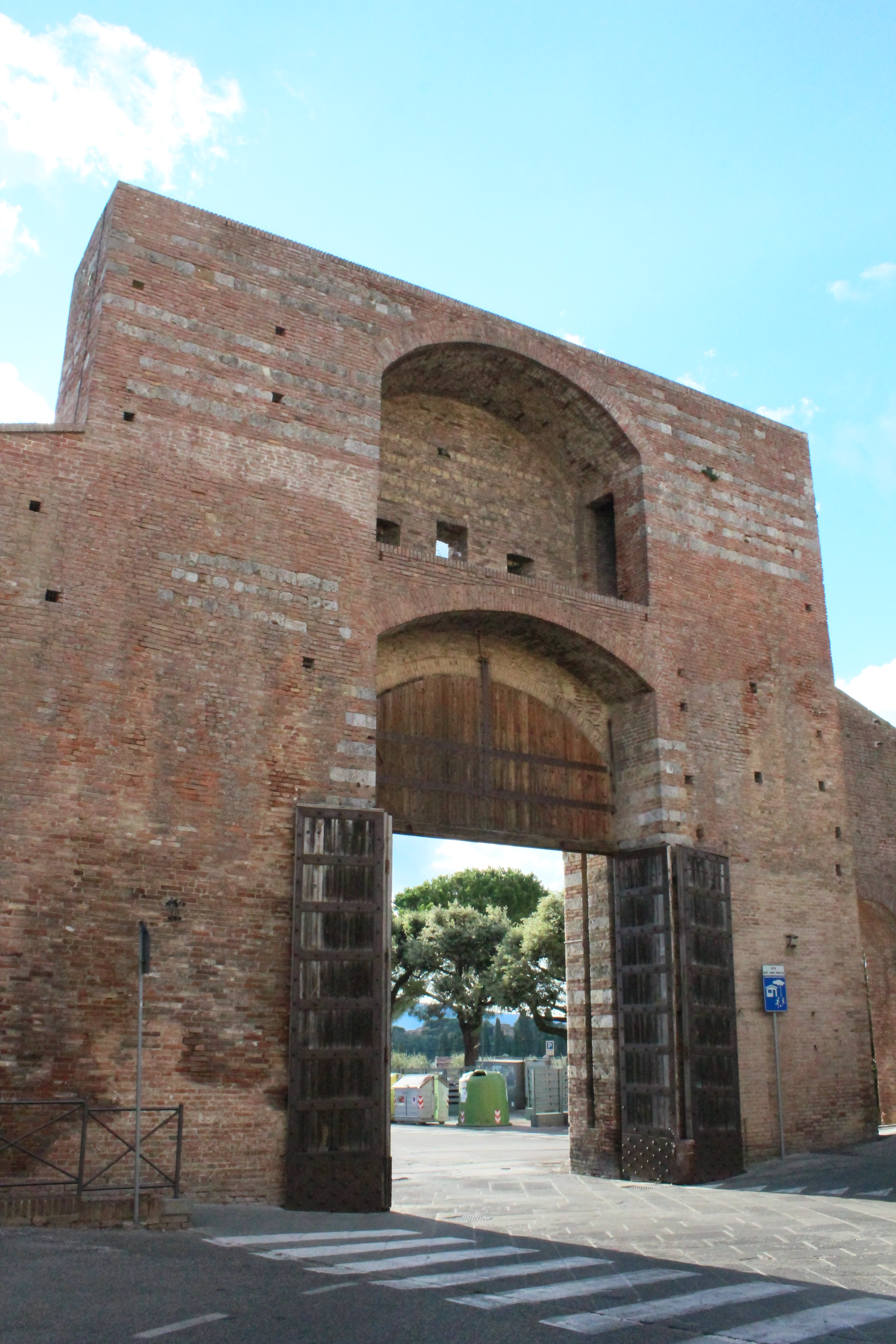
Innenfassade der Porta San Marco in Siena

## Lage
Das Stadttor Porta San Marco liegt am südwestlichen Ende von Siena an der Kreuzung der Straßen Via San Marco, Via del Nuovo Asilio und der Via delle Sperandie innerhalb der Stadtmauern und der Via Massetana und der Strada del Giuggiolo außerhalb der Stadtmauern. Diese weiterführenden Straßen, die sich später vereinigen, führen zum Fluss Tressa. Der Platz vor dem Tor ist der Piazzale Biringucci, benannt nach Marcello Biringucci. Das Stadttor liegt im Stadtdrittel Terzo di Città in der Contrada Chiocciola (Schnecke) und liegt im Stadtmauerring zwischen dem östlich gelegenen Tor Porta Tufi und der Porta Laterina, welches ausschließlich als Zugang zum Friedhof Cimitero del Laterino dient. Das nächste westlich im Stadtmauerring gelegene Stadttor ist das Tor Porta Fontebranda.

## Aufbau
Als sekundäres Stadttor ist die Porta San Marco kein Kammertor, sondern, im Gegensatz zur Porta Romana und zur Porta Pispini, nur als einfaches Bogentor ohne Vortore konstruiert. Im Jahr 1376 war ein Vortor dokumentiert, das an der damals schon baufälligen Kirche San Simone anlag. Architektonisch besteht es aus drei Bogenfriesen, wobei das Haupttor das größte ist und die beiden (gleichen) Nebentore ihm zur Seite stehen. Es enthält im Gegensatz zu anderen Stadttoren keine Fresken oder weitere Verzierungen. An der Fassade unter dem Bogenfries befindet sich das IHS-Siegel des Bernhardin von Siena. 1994 wurde zum fünfzigsten Jubiläum der Befreiung Sienas eine Tafel angebracht, die den General Joseph de Goislard de Monsabert vom 3. Juli 1944 zitiert:
Tirate dove volete, ma io vi proibisco di tirare al di là del XVIII Secolo.

## Geschichte
Namensgebend für das Stadttor ist die Pieve San Marco, um die sich im 11. Jahrhundert ein Borgo (Popolo di San Marco) außerhalb der damaligen Stadtmauern entwickelte. Die Pieve liegt am Pian de’ Mantellini und somit kurz südlich der Stadtmauer des Castelvecchio, dem ältesten und höchstgelegenen Teil der Stadt. Erstmals in Dokumenten der Biccherna erwähnt wird das Stadttor 1258, als Zahlungen an einen Wächter, Junte Aczi (Azzo di Giunta), geleistet wurden. Fertiggestellt wurde das Tor wahrscheinlich um 1290, also noch vor der Komplettierung der Stadtmauern, die in diesem Teilbereich erst um 1326 erreicht wurde. Bis dahin wurde das Tor durch Wassergräben geschützt. Das Tor entstand im Zuge der vierten Erweiterung der Stadtmauern und ersetzte die Tore Porta Aurea (auch Porta Oria nuova oder Arco di Santa Lucia genannt), Porta del Cassero (auch Porta San Quirico) und die Due Porte (auch Porta Stalloreggi genannt).
Im Jahr 1388 musste das Tor einem Angriff standhalten, als mehrere Personen aus Florenz das Tor anzündeten. Durch die Flammen wurden die Wachen geweckt und die konnten einen der Angreifer ergreifen. Dieser wurde später hingerichtet.
Nach dem Angriff von Florenz auf Siena (Battaglia di Camollia / Schlacht von Camollia) am 25. Juli 1526 wurde 1528 die Stadtbefestigung von Siena durch Baldassare Peruzzi verstärkt. Hierbei entstand die Bastion Fortino di San Marco, die ca. 30 m nördlich (d. h. Richtung Porta Laterina nahe der Strada del Giuggiolo bzw. dem oberen Teil, der Piaggia del Giuggiolo) lag und sich über zwei Stockwerke mit Überbau erstreckte. Diese Anlage ähnelte den vier weiteren Anlagen des Peruzzi (Bastione di Porta Laterina, Bastione di San Prospero, Bastione San Viene und das Fortino delle Donne), die zur gleichen Zeit entstanden. Die Wehranlage war an das 1507 verlassene Kloster Santa Caterina delle Ruote angebaut. Das Vortor (Antiporta) zeigte in Richtung des Hügels Poggio del Cardinale (Porta Laterina, Nord) und war mit der dortigen Wehranlage Sasso di Laterino verbunden, die weiterführende Straße bog danach nach Südwesten ab (die heutige Strada del Giuggiolo) und führte zum Fluss Tressa. Während der Belagerung der Stadt durch Fiorentiner Truppen 1554–1555 erlitt das Stadttor erhebliche Schäden.
Von der Wehranlage des Peruzzi ist heute nichts mehr vorhanden, die letzten Ruinen wurden im 19. Jahrhundert zugunsten der heutigen Piazzale Biringucci niedergerissen. Zu dieser Zeit (um 1843) entstand die und neue und weniger steile Straße zur Tressa (die heutige Via Massetana).

## Die Porta San Marco in der Kunst
- Das Stadttor wird im Roman Tre croci (1920) (dt. Drei Kreuze) von Federigo Tozzi beschrieben.[7]
- In der Biblioteca Comunale degli Intronati in Siena (Via della Sapienza) befinden sich zwei Darstellungen der Porta San Marco. Eine Zeichnung stammt von Agostino Fantastici, entstammt dem Anfang des 19. Jahrhunderts und zeigt das Tor vor den Veränderungen von 1843. Die Andere stammt von Alessandro Romani (1799–1854).[4]

## Verkehr
Die Porta San Marco liegt außerhalb der verkehrsberuhigten Zone (ZTL – Zone a traffico limitato), daher ist ihre Durchfahrt gestattet. Nach Norden (links nach dem Stadttor) kann so der Parkplatz Il Duomo (Via del Nuovo Asilo) erreicht werden. In alle anderen Richtungen beginnt die verkehrsberuhigte Zone sofort nach dem Tor.

## Bilder

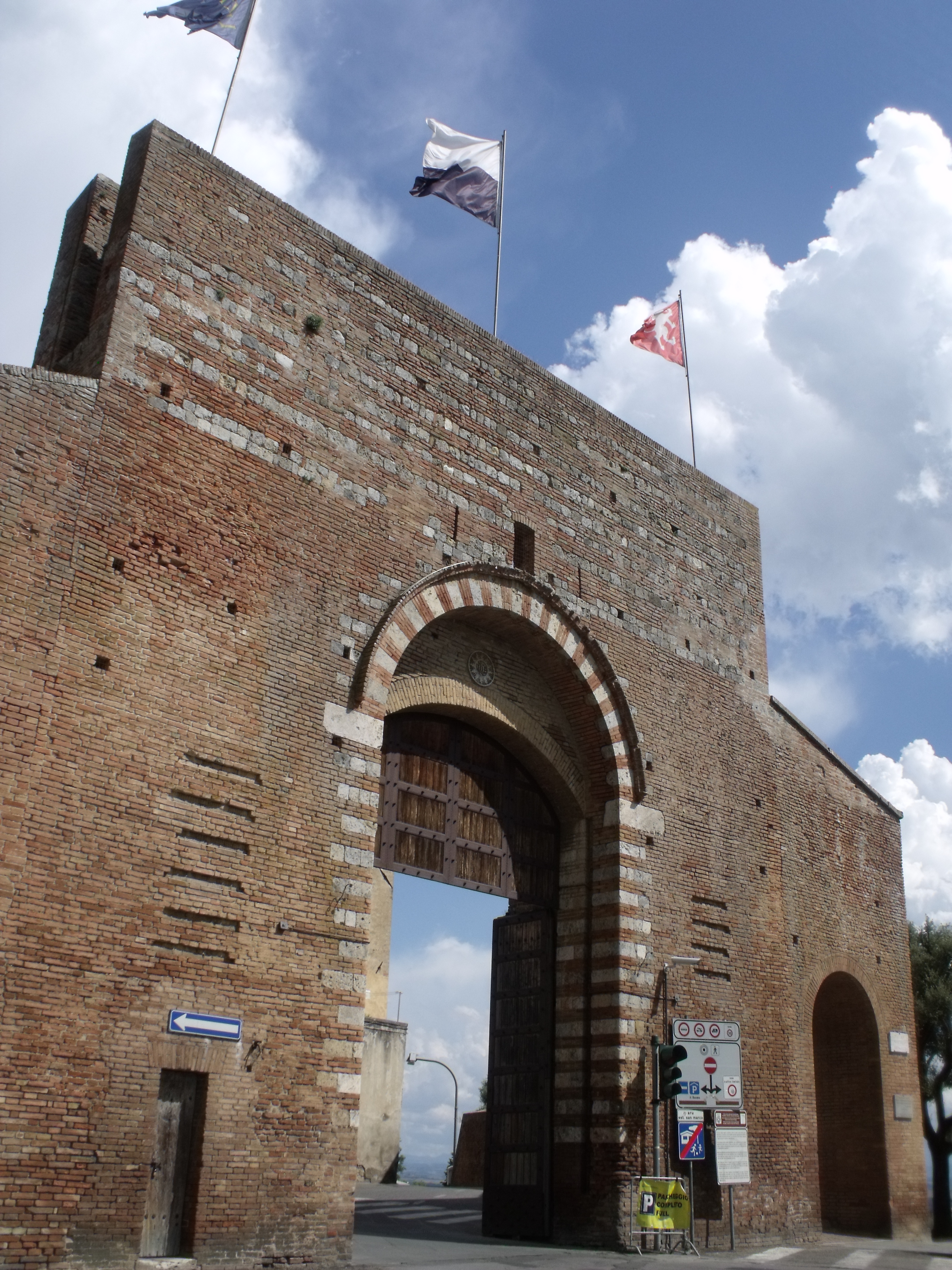
Die Fassade mit den Flaggen, die anlässlich des Palios aufgezogen werden.
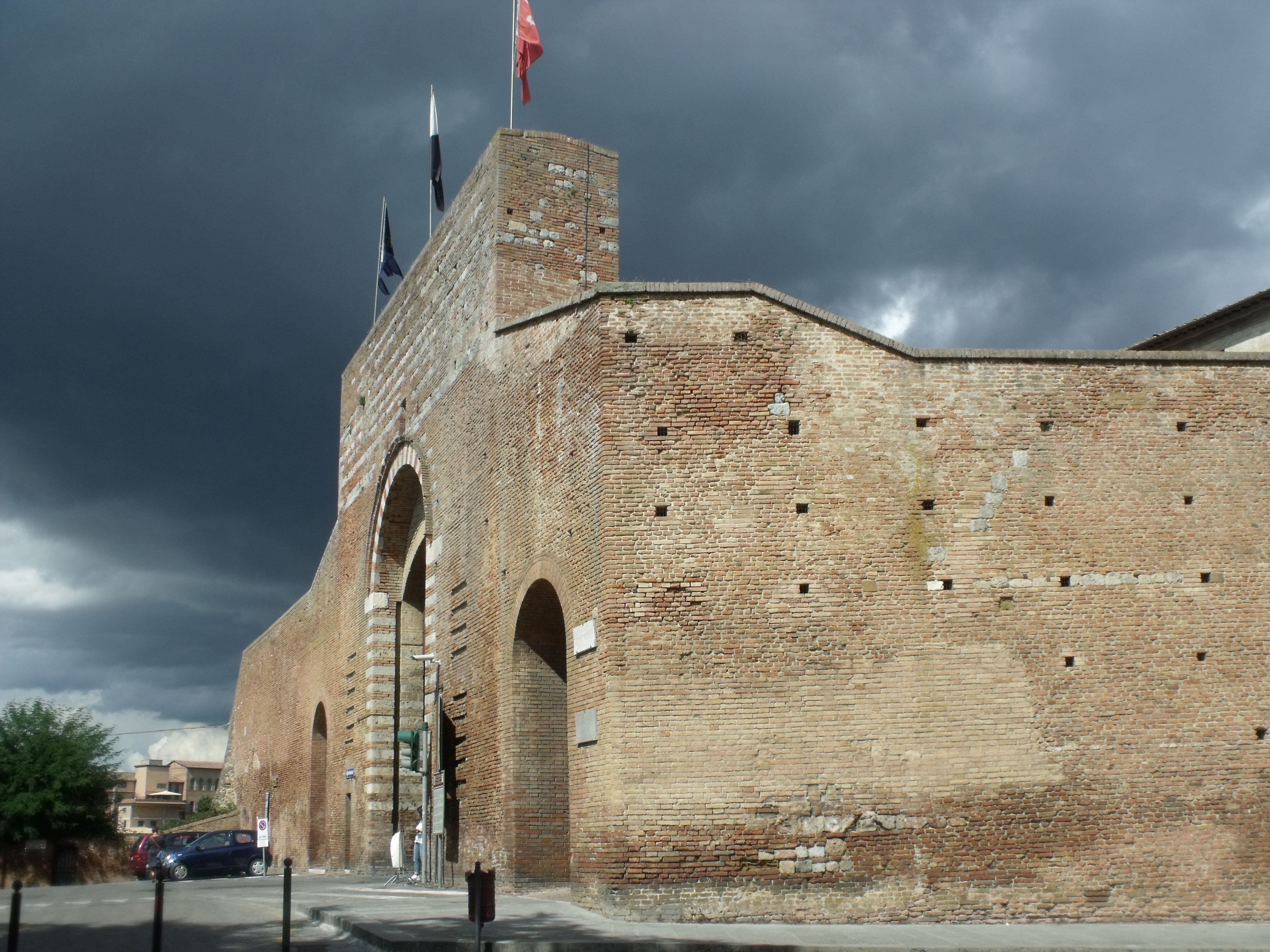
Seitenansicht mit Flaggen.
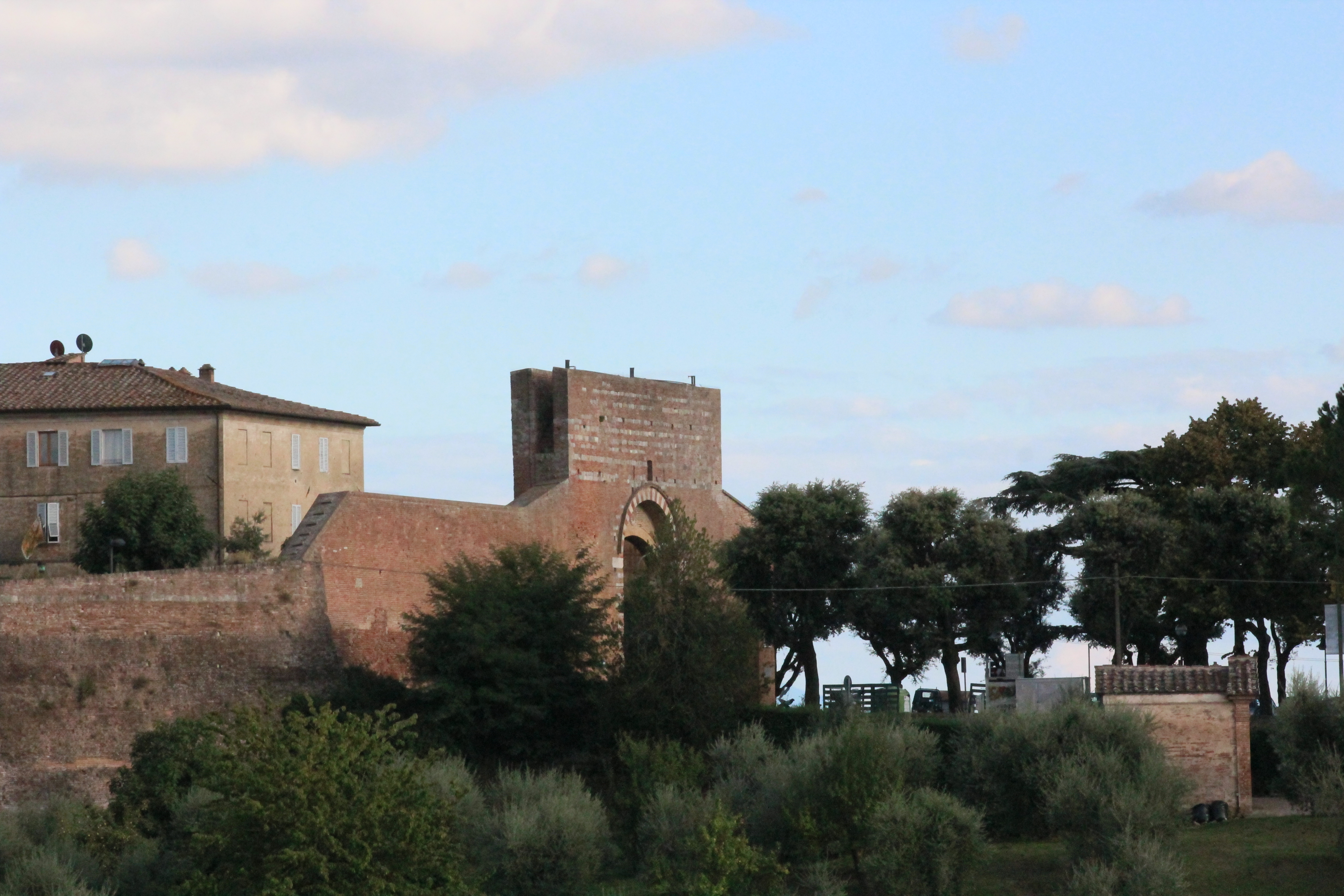
Panorama der Porta San Marco vom Poggio del Cardinale (Porta Laterina) gesehen.
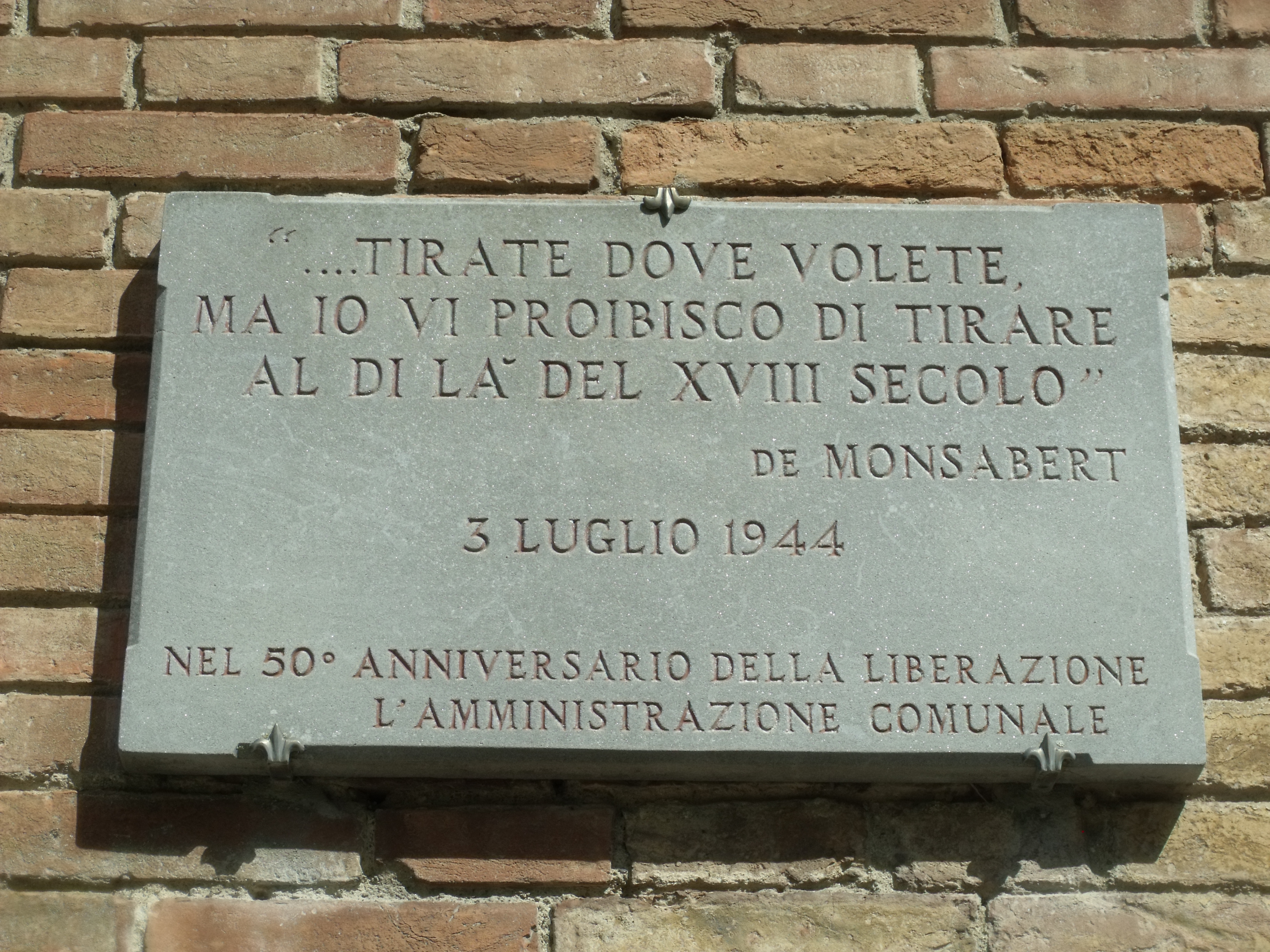
Zitat des General Monsabert.